# 底比斯 (伊利諾伊州)
底比斯（英語：Thebes）是位於美國伊利諾伊州亞歷山大縣的一個村落。

## 地理
底比斯的座標為37°13′09″N 89°27′25″W / 37.21917°N 89.45694°W，而該地最高點為海拔高度104米（即341英尺）。

## 人口
根據2010年美國人口普查的數據，底比斯的面積為6.00平方千米，當中陸地面積為4.50平方千米，而水域面積為1.50平方千米。當地共有人口436人，而人口密度為每平方千米72人。